# Pleonotrocta
Pleonotrocta är ett släkte av fjärilar. Pleonotrocta ingår i familjen nattflyn.
Kladogram enligt Catalogue of Life:
| Pleonotrocta | \| \| Pleonotrocta trilineosa \| \| \| \| \| \| Pleonotrocta xerota \| \| \| \| |
|              | \| \| Pleonotrocta trilineosa \| \| \| \| \| \| Pleonotrocta xerota \| \| \| \| |
|              | Pleonotrocta trilineosa                                                         |
|              |                                                                                 |
|              | Pleonotrocta xerota                                                             |
|              |                                                                                 |